# 얼음강
"얼음강"은 국가인권위원회에서 제작한 인권을 소재로 한 단편 영화이다.

## 줄거리
언제나 자상한 아들인 선재는 입대를 앞두고 처음으로 엄마에게 비밀이 생겼다. 총을 들 수 없다는 종교적 신념을 따르기로 결심한 것. 그러나 선재를 좋아하는 연주가 집 앞에서 기웃거리는걸 본 엄마는 아들지갑에 용돈을 몰래 넣어주려다 입대 일이 하루 남은 영장을 발견하게 된다. 국가인권위원회가 제작한 <어떤 시선>에 수록된 민용근 감독의 단편으로, 배우 공명이 주인공 선재 역을 맡았다.
(2014년 KT&G 상상마당 - 7월 단편 상상극장)

## 캐스팅
- 길해연 : 옥환
- 공명 : 선재
- 박주희 : 연주
- 정인기 : 사장
- 이대연 : 충현
- 강인형 : 원재
- 오의식 : 창재
- 박지연 : 원재 아내
- 최시영 : 우진
- 김난희 : 교도소 옥환
- 한동균 : 교도소 충현
- 유재상 : 소년 선재
- 최서영 : 아파트 아이
- 김진하 : 교도소 원재

## 같이 보기

### 영화
- 어떤 시선

### 뮤직비디오
- 브로콜리 너마저 - 살얼음 (보기)[1]